# Уроборос

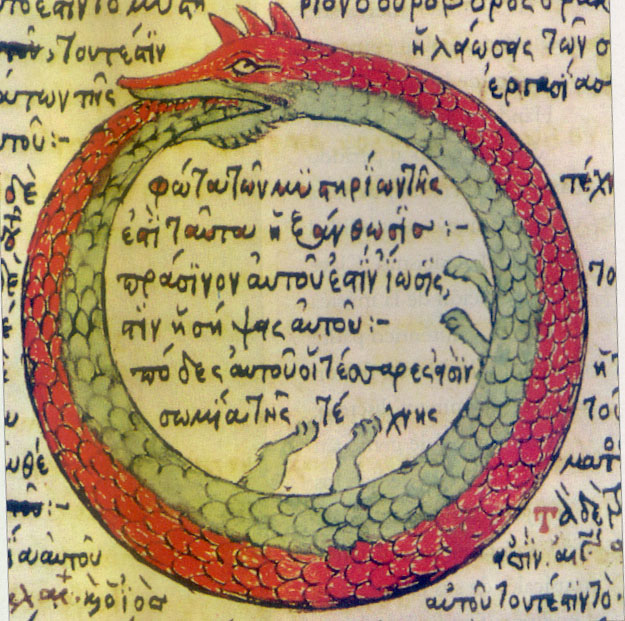
Уроборос. Зображення з алхімічного трактату 1478 року. Автор — Теодор Пелеканос

Уробо́рос, оробо́рос (від грец. ουρά — хвіст і грец. βορά — їжа, харч) — буквально, «той що пожирає (свій) хвіст» — міфологічний світовий змій, що обвиває кільцем Землю, схопивши себе за хвіст. Вважався символом нескінченного відродження, одним із перших символів нескінченності в історії людства, точне походження якого — історичний період і конкретну культуру — встановити неможливо. Також було поширеним його зображення не у вигляді кільця, але у вигляді «вісімки» (∞). Один з символів алхімії.
Попри те, що символ має безліч різних значень, найбільш поширене трактування описує його як репрезентацію вічності та нескінченності, а особливо — циклічної природи життя: чергування творення і руйнування, життя та смерті, постійного переродження й загибелі. Символ уробороса має багату історію використання в релігії, магії, алхімії, міфології та психології. Одним з його аналогів є свастика — обидва цих стародавніх символи означають рух космосу.
Вважають, що в західну культуру цей символ прийшов зі Стародавнього Єгипту, де перші зображення згорнутої кільцем змії датовані періодом між 1600 і 1100 роками до н. е.; вони уособлювали вічність і всесвіт, а також цикл смерті та переродження. Деякі з істориків вважають, що саме з Єгипту символ уробороса перекочував до Стародавньої Греції, де його стали використовувати для позначення процесів, які не мають початку і кінця. Однак точно встановити походження цього символу важко, оскільки його близькі аналоги також трапляються в культурах Скандинавії, Індії, Китаю та Греції.
Символ згорнутої в кільце змії зустрічається в неявній формі в Месоамериці, зокрема, у Ацтеків. Попри те, що змії відігравали значну роль в їх міфології, питання прямого зв'язку пантеону ацтекських богів з уроборосом серед істориків залишається відкритим — наприклад, без будь-яких розгорнутих коментарів Розен називає Кетцалькоатля, а М. Лопес — Коатліке.
Інтерес до уробороса зберігався протягом багатьох століть — зокрема, помітну роль він відіграє у вченні гностиків, а також є важливим елементом (в метафоричному сенсі) ремесла середньовічних алхіміків, символізуючи перетворення елементів на філософський камінь, необхідний для трансформації металів у золото, а також уособлюючи хаос у міфологічному розумінні терміну.
У новітній час швейцарський психоаналітик К. Г. Юнг вкладав у символ уробороса новий зміст. Так, в ортодоксальній аналітичній психології архетип уробороса символізує темряву і саморуйнування одночасно з родючістю та творчою потенцією. Подальші дослідження цього архетипу знайшли найбільше відбиття в роботах юнгіанського психоаналітика Еріха Нойманна, який визначив Уроборос як ранню стадію розвитку особистості.

## Стародавній Єгипет, Ізраїль і Греція

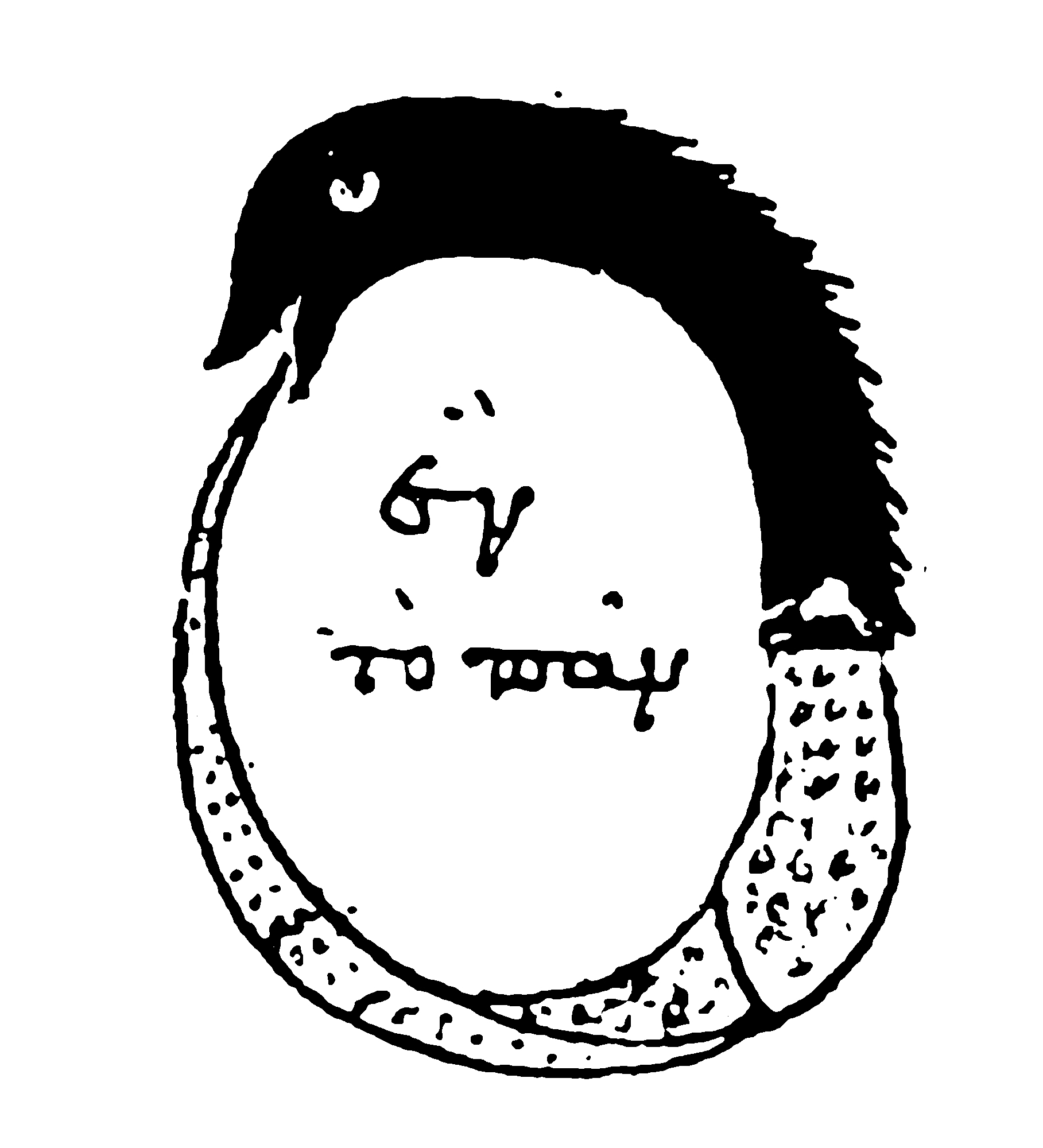
Зображення уробороса з книги «Chrysopoeia of Cleopatra» (елліністичний період)

Д. Бопре, описуючи появу зображень уробороса в Стародавньому Єгипті, стверджує, що цей символ зображали на стінах гробниць і позначали ним охоронця загробного світу, а також пороговий момент між смертю й переродженням. Першу появу символу уробороса в Давньому Єгипті відносять приблизно до 1600 року до н. е. (за іншими даними — 1100 року). Згорнута в кільце змія, наприклад, висічена на стінах храму Осіріса в стародавньому місті Абідос. Символ, крім іншого, був репрезентацією тривалості, вічності та/або нескінченності. У розумінні єгиптян Уроборос був уособленням всесвіту, раю, води, землі та зірок — всіх наявних елементів, старих та нових. Збереглася поема, написана фараоном Піанхі, в якій згадується Уроборос.
У. Беккер, кажучи про символізм змій як таких, зазначає, що євреї спрадавна розглядали їх як загрозливих, злих істот. У тексті Старого Завіту, зокрема, Змія зараховують до «нечистих» створінь; він символізує Сатану і зло загалом — так, Змій є причиною вигнання з раю Адама та Єви. Деякі гностичні секти, наприклад, Офіти теж ставили знак рівності між Змієм з райського саду й уроборосом.
Історики вважають, що з Єгипту символ уробороса потрапив до Стародавньої Греції, де нарівні з Феніксом став уособлювати процеси, що не мають кінця та початку. У Греції змії були предметом шанування, символом здоров'я, а також мали зв'язок із загробним світом, що знайшло відбиття у безлічі міфів і легенд. Саме слово «дракон» (дав.-гр. Draco) перекладається дослівно як «змій».

## Стародавній Китай

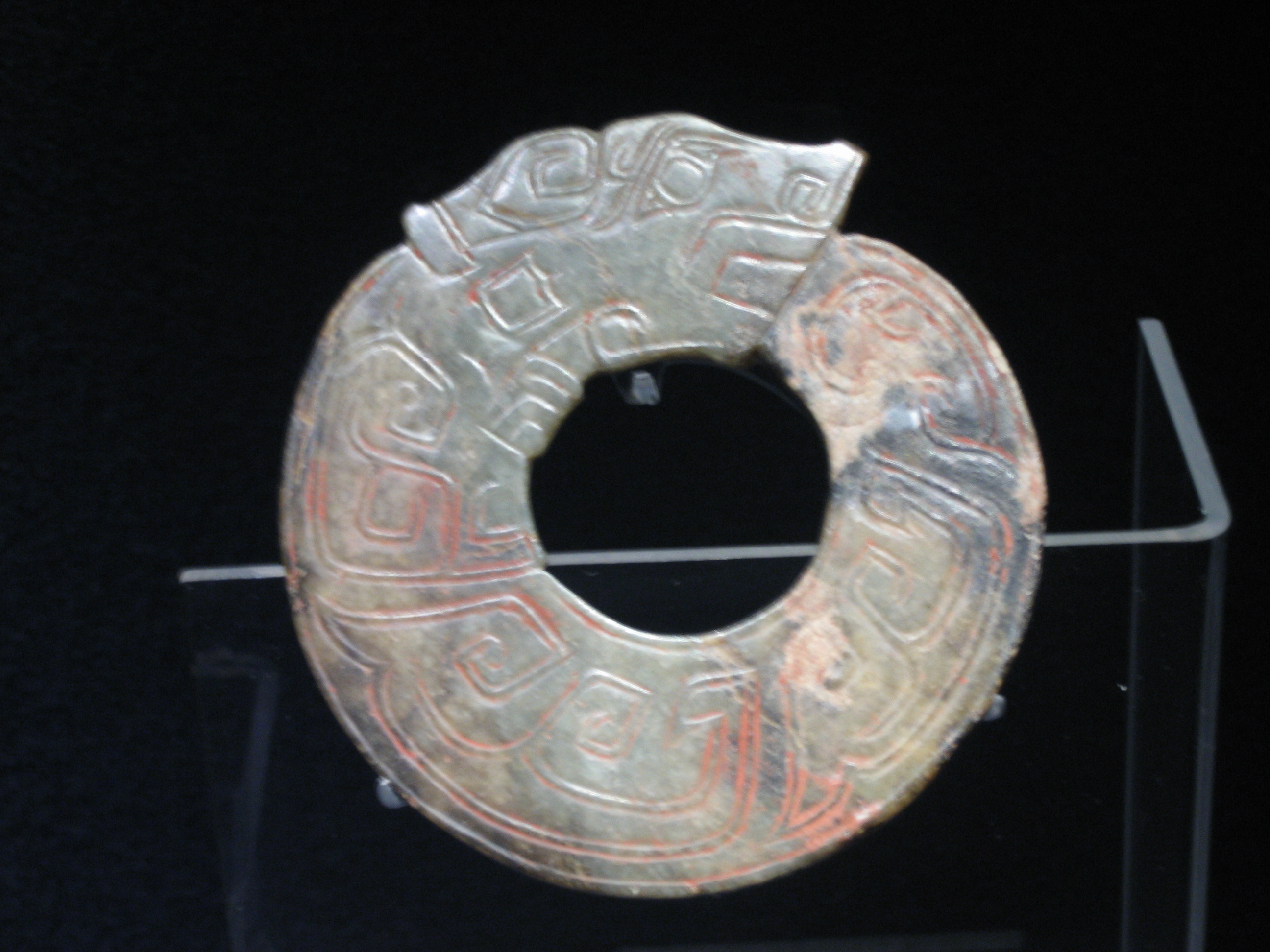
Згорнута змія епохи Шан

Роберт Робертсон і Аллан Комбс відзначають, що в Стародавньому Китаї Уроборос називали «Zhulong» і зображали у вигляді істоти, яка поєднує в собі свиню та дракона, що кусає себе за хвіст. Багато вчених дотримуються погляду, що з часом цей символ зазнав значних змін і трансформувався в традиційного «китайського дракона», який символізує удачу. Одні з перших згадок про уроборос як символ датовані 4200 роком до н. е.. Перші знахідки фігурок драконів згорнутих в кільце відносять до культури Хуншань (4700 — 2900 до н. е.). Одна з них, у формі повного кола, знаходилася на грудях покійника.
Також існує думка, згідно з якою з символом уробороса в старокитайській натурфілософії безпосередньо пов'язана монада, що зображає концепцію «інь та ян». Також для зображень уробороса в Стародавньому Китаї характерним є розміщення яйця всередині охопленого тілом змії простору. Припускають, що це світове яйце, створене самим Творцем. «Центр» уробороса — згаданий простір усередині кільця — у філософії знайшов відбиття в понятті «дао», що означає «Шлях людини».

## Давня Індія

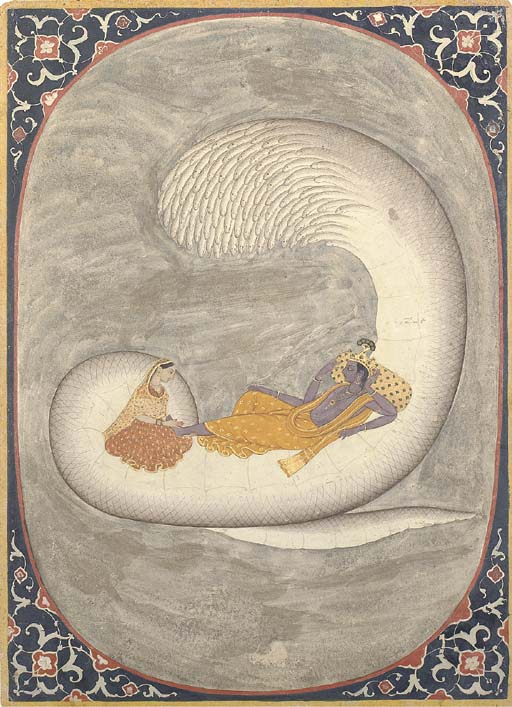
Вішну відпочиває на Шеші

У ведійській релігії та індуїзмі як одна з форм бога існує Шеша (або Ананта-шеша). Джанні Торн-Берд коментував зображення та опис Шеши у вигляді змії, що кусає себе за хвіст, вказуючи на її зв'язок з символом уробороса. З давніх часів дотепер в Індії шанують змій (нагів) — заступників водних шляхів, озер і джерел, а також втілення життя та родючості. Крім того, нагі уособлюють неминущий цикл часу й безсмертя. За легендами, всі нагі є нащадками трьох зміїних богів — Васуки, Такшакі та Шеши.
Зображення Шеши можна часто побачити на картинах, у вигляді згорнутої в клубок змії, на якій, схрестивши ноги, сидить Вішну. Кільця тіла Шеши символізують нескінченний кругообіг часу. У ширшому трактуванні міфу величезна змія (на зразок кобри) мешкає в світовому океані й має сотню голів. Простір же, прихований масивним тілом Шеши, містить в собі всі планети Всесвіту; якщо бути точним, саме Шеша й тримає ці планети своїми численними головами, а також виспівує хвалебні пісні на честь Вішну. Образ Шеши, крім іншого, також використовували як захисний тотем індійські магараджі, оскільки існувало повір'я, ніби змій, що оперезав своїм тілом землю, охороняє її від злих сил. Саме слово «Шеша» позначає «залишок», тобто те що залишається коли все створене вертається у форму первинної матерії. На думку Клауса Клостермайєра, філософське тлумачення образу Шеши дає можливість зрозуміти історію з точки зору філософії індуїзму, згідно з якою вона не обмежується планетою Земля або окремо взятим Всесвітом: існує незліченна безліч всесвітів, у кожній з яких постійно розгортається своя власна історія.

## Германо-скандинавська міфологія

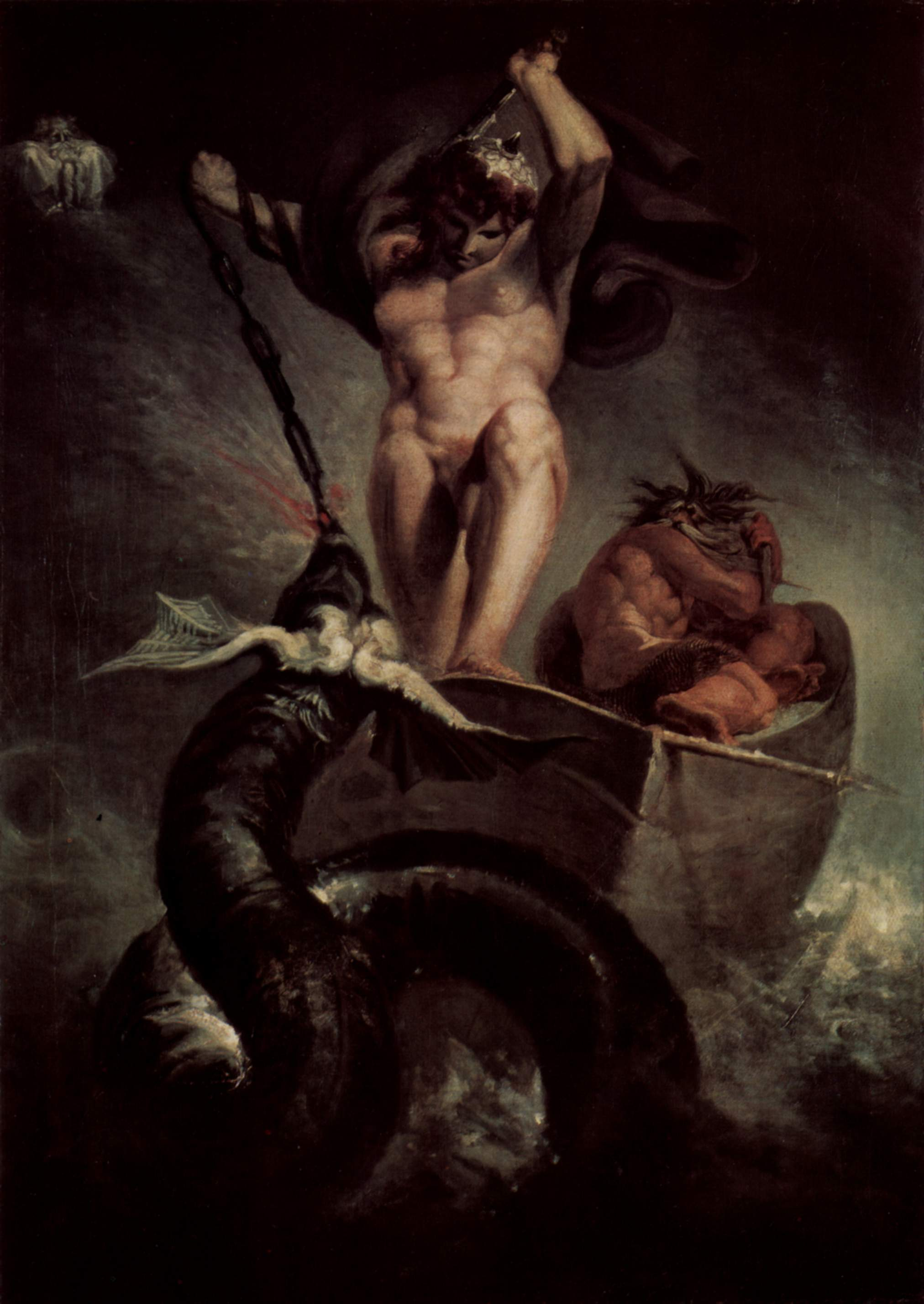
Риболовля Тора. Генрі Фюзелі, 1788

Як пише Лінда Фубістер в германо-скандинавській міфології форму уробороса приймає Йормунґанд (яку також називають «Мідгардським змієм» або «Мідгардсормом», богинею зла) — самиця величезного змієподібного дракона, одна з дітей бога Локі та велетки Анґрбоди. Коли батько та ватажок асів Одін дізнався від норн що в Йормунґанд схована смерть Тора — він відправив її на дно морське. В океані Йормунґанд розрослася до таких великих розмірів, що змогла оперезати своїм тілом землю й вкусити себе за хвіст — саме тут, у світовому океані, вона буде перебувати більшу частину часу аж до настання Раґнарьока, коли повинна буде в останній битві зустрітися з Тором.
Скандинавські легенди містять опис двох зустрічей змії й Тора до Раґнарьоку. Перша зустріч відбулася, коли Тор вирушив до короля гігантів, Утґарда-Локі, щоб витримати три випробування фізичної сили. Перше із завдань було підняти королівського кота. Хитрість Утґарда-Локі полягала в тому, що насправді то була Йормунґанд, перетворена в кішку; це сильно ускладнювало виконання завдання — єдиним, чого зміг досягти Тор, було змусити тварину відірвати одну лапу від підлоги. Король гігантів, втім, визнав це як успішне виконання завдання й розкрив обман. Ця легенда міститься в тексті «Молодшої Едди».
Другий раз Йормунґанд і Тор зустрілися, коли останній разом з Гиміром вирушили на риболовлю. Як наживку використовували бичачу голову. Коли човен Тора пропливав над змією, та відпустила хвіст і вчепилася в наживку. Боротьба тривала достатньо довго. Тору вдалося витягнути голову чудовиська на поверхню — він хотів уразити її ударом Мьйольніра, однак Гимір не витримав вигляду змії, що корчилась в агонії, й перерізав волосінь, давши Йормунґанд пірнути від них в безодню океану.
Під час останньої битви (Раґнарьока), загибелі Богів, Тор і Йормунґанд зустрінуться востаннє. Вибравшись зі світового океану, змія отруїть своєю отрутою небо і землю, змусивши водні простори ринути на сушу. Тор відіб'є голову чудовиську, проте сам зможе відійти лише на дев'ять кроків — отрута пирскне з тіла чудовиська й вб'є його.

## Гностицизм і алхімія

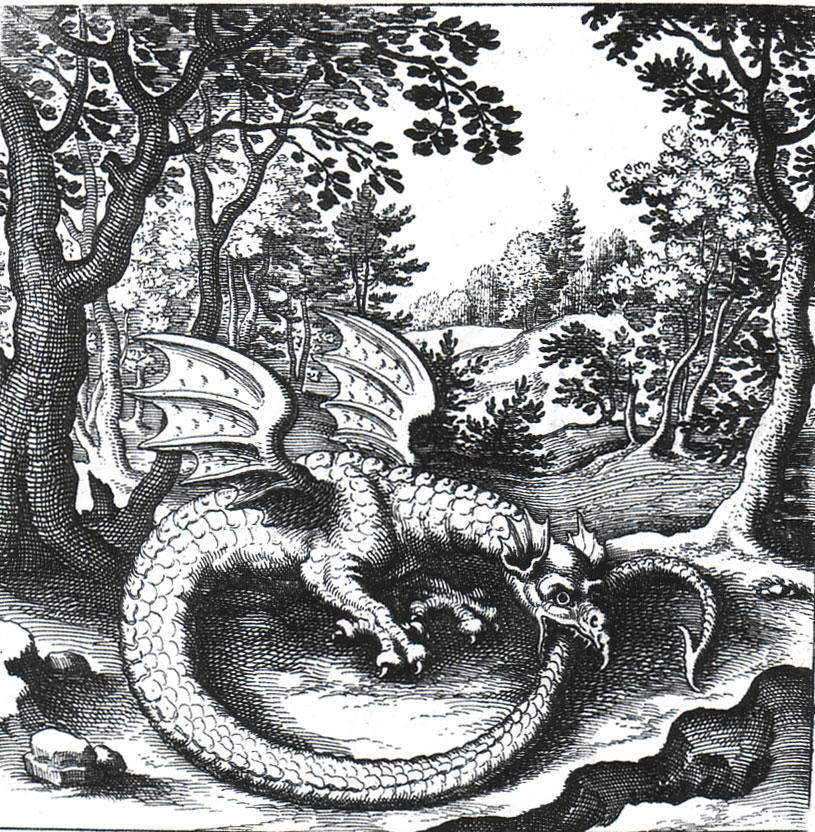
Уроборос. Гравюра Л. Дженніса з книги алхімічних емблем «Філософський камінь». 1625. Символічне «принесення в жертву», тобто укус за хвіст змії, означає прилучення до вічності наприкінці Великого діяння

У вченні християнських гностиків Уроборос був символом кінцівки матеріального світу. Один з ранніх гностичних трактатів «Pistis Sophia» давав таке визначення: «матеріальна темрява є великий дракон, що тримає хвіст у роті, за межами всього світу й оточуючи весь світ»; згідно з цим самим твором, тіло містичної змії має дванадцять частин (символічно пов'язаних з дванадцятьма місяцями). У гностицизмі Уроборос уособлює одночасно й світло (agathodaemon — дух добра), й темряву (kakadaimon — дух зла). Тексти, виявлені в Наг-Хаммаді, містять ряд відсилань до уроборостичної природи створення та розпаду усієї світобудови, що безпосередньо пов'язані з великим змієм. Образ згорнутого в кільце змія відігравав помітну роль в гностичному вченні — наприклад, на його честь були названі кілька сект.
Середньовічні алхіміки використовували символ уробороса для позначення множинності «істин»; так, на різних ксилографіях XVIII століття його зображували практично на кожному з етапів алхімічного дійства. Частим було також зображення уробороса разом з філософським яйцем (одним з найважливіших елементів для отримання філософського каменю). Алхіміки вважали уробороса відбиттям циклічного процесу, в якому нагрівання, випаровування, охолодження та конденсація рідини сприяють процесу очищення елементів і перетворення їх у філософський камінь або в золото.
Для алхіміків Уроборос уособлював цикл смерті й переродження, однієї з головних ідей учення; змій, що кусає себе за хвіст, уособлював закінченість процесу трансформації, перетворення чотирьох елементів. Таким чином, Уроборос являв «opus circulare» (або «opus circularium») — протягом життя, те, що буддисти називають «Бхавачакра», Колесо буття. У цьому сенсі те, що символізував уроборос мало вкрай позитивний зміст, воно було втіленням цілісності, повноти життєвого циклу. Згорнутий в кільце змій окреслював хаос і стримував його, тому його сприямали як «prima materia»; Уробороса часто зображували двоголовим і/або зі здвоєним тіло, таким чином він уособлював єдність духовності та тлінності буття.